# Ghiorac, Bihor
Ghiorac este un sat în comuna Ciumeghiu din județul Bihor, Crișana, România.
Satul se situează la aproximativ 16 km (Sud) de Salonta și la circa 60 km (Sud-Vest) de municipiul capitală de județ, Oradea.

## Clădiri istorice
Castelul Ghiorac a aparținut baronului maghiar Tisza. A fost naționalizat de comuniști, actualmente fiind retrocedat urmașilor săi.
Castelul este folosit de Protecția Copilului Bihor drept cămin-spital pentru copii cu probleme psihice și fizice. Castelul este cunoscut sub denumirea de Cămin-spital Cighid.